# Endemi
Endemi (av grekiskans endemios "inhemsk") är när en sjukdom förekommer på en relativt konstant nivå i ett samhälle eller ett begränsat geografiskt område. Termen används speciellt ofta om infektionssjukdomar. Bland endemier som förekommer i Sverige ingår vattkoppor. Om frekvensen av insjuknade ökar så talar man om en epidemi. En epidemi som sprider sig över stora delar av världen kallas för pandemi.
Fler exempel:
- Afrikansk sömnsjuka[1]
- Aids (den afrikanska virusstammen HIV-2 är endemisk i Västafrika,[2] medan HIV är pandemisk historiskt och epidemisk i andra regioner)
- Chagas sjukdom[1]
- gula febern[3]
- malaria[1]
- tuberkulos[4]